# Rode zandbij
De rode zandbij (Andrena schencki) is een vliesvleugelig insect uit de familie Andrenidae. De wetenschappelijke naam van de soort is voor het eerst geldig gepubliceerd in 1866 door Morawitz.